# Capi di Stato della Georgia
Di seguito è riportato l'elenco dei capi di Stato della Georgia dal 1918 ad oggi.
Per i sovrani precedenti all'annessione della Georgia all'Impero russo, vedi sovrani di Georgia.

## Repubblica Federale Democratica Transcaucasica (1918)
| Ritratto | Nome                       | Mandato          | Mandato        | Partito                                             | Titolo                    |
| Ritratto | Nome                       | Inizio           | Fine           | Partito                                             | Titolo                    |
| -------- | -------------------------- | ---------------- | -------------- | --------------------------------------------------- | ------------------------- |
|          | Nikolaj Semënovič Čcheidze | 10 febbraio 1918 | 26 maggio 1918 | Partito Social Democratico del Lavoro della Georgia | Presidente del parlamento |

## Repubblica Democratica di Georgia (1918-1921)
La Repubblica Democratica di Georgia aveva un sistema parlamentare che non prevedeva un presidente della Repubblica.
| Ritratto | Nome                       | Mandato        | Mandato        | Partito                                             | Titolo                    |
| Ritratto | Nome                       | Inizio         | Fine           | Partito                                             | Titolo                    |
| -------- | -------------------------- | -------------- | -------------- | --------------------------------------------------- | ------------------------- |
|          | Nikolaj Semënovič Čcheidze | 26 maggio 1918 | 16 marzo 1921  | Partito Social Democratico del Lavoro della Georgia | Presidente del parlamento |
|          | Noe Ramishvili             | 26 maggio 1918 | 24 giugno 1918 | Partito Social Democratico del Lavoro della Georgia | Presidente del governo    |
|          | Noe Zhordania              | 24 giugno 1918 | 18 marzo 1921  | Partito Social Democratico del Lavoro della Georgia | Presidente del governo    |

## Repubblica Socialista Federativa Sovietica Transcaucasica (1922-1936) e Repubblica Socialista Sovietica Georgiana (1936-1990)
| #  | Ritratto | Nome                        | Mandato           | Mandato           | Partito                         | Titolo                                               |
| #  | Ritratto | Nome                        | Inizio            | Fine              | Partito                         | Titolo                                               |
| -- | -------- | --------------------------- | ----------------- | ----------------- | ------------------------------- | ---------------------------------------------------- |
| 1  |          | Mamia Orakhelashvili        | 16 marzo 1921     | aprile 1922       | Partito Comunista della Georgia | Primo segretario del Partito Comunista della Georgia |
| 2  |          | Mikheil Okudzhava           | aprile 1922       | 22 ottobre 1922   | Partito Comunista della Georgia | Primo segretario del Partito Comunista della Georgia |
| 3  |          | Vissarion Lominadze         | 22 ottobre 1922   | agosto 1924       | Partito Comunista della Georgia | Primo segretario del Partito Comunista della Georgia |
| 4  |          | Mikheil Kakhiani            | agosto 1924       | maggio 1930       | Partito Comunista della Georgia | Primo segretario del Partito Comunista della Georgia |
| 5  |          | Levan Gogoberidze           | maggio 1930       | 19 novembre 1930  | Partito Comunista della Georgia | Primo segretario del Partito Comunista della Georgia |
| 6  |          | Samson Mamulia              | 19 novembre 1930  | 11 settembre 1931 | Partito Comunista della Georgia | Primo segretario del Partito Comunista della Georgia |
| 7  |          | Lavrenty Kartvelishvili     | 11 settembre 1931 | 14 novembre 1931  | Partito Comunista della Georgia | Primo segretario del Partito Comunista della Georgia |
| 8  |          | Lavrentij Pavlovič Berija   | 14 novembre 1931  | 18 ottobre 1932   | Partito Comunista della Georgia | Primo segretario del Partito Comunista della Georgia |
| 9  |          | Petre Agniashvili           | 18 ottobre 1932   | 15 gennaio 1934   | Partito Comunista della Georgia | Primo segretario del Partito Comunista della Georgia |
| 10 |          | Lavrentij Pavlovič Berija   | 15 gennaio 1934   | 31 agosto 1938    | Partito Comunista della Georgia | Primo segretario del Partito Comunista della Georgia |
| 11 |          | Kandid Charkviani           | 31 agosto 1938    | 2 aprile 1952     | Partito Comunista della Georgia | Primo segretario del Partito Comunista della Georgia |
| 12 |          | Akaki Mgeladze              | 2 aprile 1952     | 14 aprile 1953    | Partito Comunista della Georgia | Primo segretario del Partito Comunista della Georgia |
| 13 |          | Aleksandre Mirtskhulava     | 14 aprile 1953    | 19 settembre 1953 | Partito Comunista della Georgia | Primo segretario del Partito Comunista della Georgia |
| 14 |          | Vasilij Pavlovič Mžavanadze | 19 settembre 1953 | 29 settembre 1972 | Partito Comunista della Georgia | Primo segretario del Partito Comunista della Georgia |
| 15 |          | Eduard Shevardnadze         | 29 settembre 1972 | 6 luglio 1985     | Partito Comunista della Georgia | Primo segretario del Partito Comunista della Georgia |
| 16 |          | Jumber Patiashvili          | 6 luglio 1985     | 14 aprile 1989    | Partito Comunista della Georgia | Primo segretario del Partito Comunista della Georgia |
| 17 |          | Givi Gumbaridze             | 14 aprile 1989    | 15 novembre 1990  | Partito Comunista della Georgia | Primo segretario del Partito Comunista della Georgia |
| 18 |          | Zviad Gamsakhurdia          | 15 novembre 1990  | 14 aprile 1991    | Indipendente                    | Presidente del Consiglio Supremo della RSS Georgiana |

## Repubblica di Georgia (1991-1995) e Georgia (1995-oggi)
| #   | Presidente                                       | Presidente                       | Partito                                     | Elezioni         | Mandato          | Mandato                      |
| #   | Presidente                                       | Presidente                       | Partito                                     | Elezioni         | Inizio           | Fine                         |
| --- | ------------------------------------------------ | -------------------------------- | ------------------------------------------- | ---------------- | ---------------- | ---------------------------- |
| 1   |                                                  | Zviad Gamsakhurdia               | MM-TS                                       | 1991             | 14 aprile 1991   | 6 gennaio 1992 (deposizione) |
| -   |                                                  | Tengiz Kitovani e Jaba Ioseliani | Consiglio militare                          | colpo di Stato   | 6 gennaio 1992   | 10 marzo 1992                |
| -   |                                                  | Eduard Shevardnadze              | Indipendente (1992-1995) come Capo di Stato | –                | 10 marzo 1992    | 26 novembre 1995             |
| 2   | SMK (1995-2003) come Presidente della Repubblica | Eduard Shevardnadze              | 1995, 2000                                  | 26 novembre 1995 | 23 novembre 2003 |                              |
| -   |                                                  | Nino Burjanadze (ad interim)     | BDA                                         | –                | 23 novembre 2003 | 25 gennaio 2004              |
| 3   |                                                  | Mikheil Saak'ashvili             | ENM                                         | 2004             | 25 gennaio 2004  | 25 novembre 2007             |
| -   |                                                  | Nino Burjanadze (ad interim)     | BDA                                         | –                | 25 novembre 2007 | 5 gennaio 2008               |
| (3) |                                                  | Mikheil Saak'ashvili             | ENM                                         | 2008             | 5 gennaio 2008   | 17 novembre 2013             |
| 4   |                                                  | Giorgi Margvelashvili            | KODS                                        | 2013             | 17 novembre 2013 | 16 dicembre 2018             |
| 5   |                                                  | Salomé Zourabichvili             | Indipendente                                | 2018             | 16 dicembre 2018 | 29 dicembre 2024             |
| 6   |                                                  | Mikheil Q'avelashvili            | Indipendente (Potere Popolare)              | 2024             | 29 dicembre 2024 | in carica                    |